# Öffentliche jüdische Bibliothek Vilnius
Die Öffentliche jüdische Bibliothek Vilnius (lit. Vilniaus žydų viešoji biblioteka) ist eine Bibliothek in der litauischen Hauptstadt Vilnius. Der Träger der Bibliothek ist die Öffentliche Adomas-Mickevičius-Bezirksbibliothek Vilnius (der Gründer ist das Kulturministerium Litauens). Die untergeordnete Bibliothek befindet sich in der Altstadt Vilnius (Gedimino prospektas).
Aus der ursprünglichen Sammlung von Wyman Brent (insgesamt 5.000 Dokumente) sind aktuell 2.094 Dokumente geordnet, davon meistens die Bücher, Audio- und Video-CDs und DVDs. Die meisten Dokumente der Bibliothek sind auf Englisch. Die Fonds bestehen aus der Literatur verschiedener Gebiete (Wissenschaft, Kunst, Fiktion) und den Veröffentlichungen in jüdischen Themen.
Die Bibliothek wurde von 2008 bis 2010 errichtet.